# Nagy József (lelkész)
Nagy József (Petrahó, ma Bodroghalász, 1788. március 28. – Cigánd, 1864. január 23.) magyar református lelkész, Nagy István lelkész és Nádaskay Borbála fia.

## Élete
A Sárospatak melletti Petrahón (ma Bodroghalász) született. Hétéves korában édesapja meghalt, és édesanyjával Sárospatakra költözött, hogy tanulmányait elvégezze. 1814-ben a mezőcsáti egyházközségbe ment rektóriára (azaz tanítási gyakorlatot szerezni). Az itt három év alatt szerzett pénzzel Göttingenbe ment. Miután hazajött, az ungvári gyülekezet választotta meg papjának. Tizenkét évig működött itt. 1829-ben a népes Cigánd (Zemplén m.) hívta meg lelkésznek, ahol haláláig működött. A sárospataki éneklőkar igazgatója, a felső-zempléni Unggal egyesült tiszteleti papi szék tagja, Ung- és Zemplén-megye táblabírája volt. Mint lelkész népének valódi atyja volt, a szegényeknek tartozásait elengedte, háza volt minden jóravaló embernek, különösen pedig az 1848–49-es forradalom és szabadságharc után a menekülteknek nyitva volt.

## Művei
- 1. A tiszteletnek érdemoszlopja, melly Bretzenheim Károly ő herczegségének a s.-pataki és regéczi uradalmakba 1808. eszt. lett bevezetése alkalmatosságával emeltetett. Sárospatak.
- 2. Érdemoszlop, mellyel mélt. Nagy-Lónyai, Vásáros-Naményi és Barátszeri Lónyai Gábor úrnak, Zemplén vármegye első alispányának, midőn a barátszeri uradalmába karátson havának 15. napján 1808. eszt. bévezettetett. Sárospatak. (Költ.).
- 3. Poetai gyűjtemény. Sárospatak, 1811. Két kötet. (Saját és tanuló társainak zsengéi).
- 4. Halotti énekek, mellyek néhai Szemerei Szemere László úrnak utolsó tisztességére elénekeltettek a s.-pataki éneklőkar által. 1812. Sárospatak.
- 5. Diadalmi pompa, vagyis az igaz hazafinak okos diadalmi örvendezése, melyet a 16. 17. 18. oct. 1813. Lipsia alatt történt fényes és hasznos győzedelem ünneplésére egybegyült minden hitfelekezeti sokaság előtt élő szóval elő adott Láczai Szabó József. Ezen diadalmi örvendezéshez alkalmaztatott diadalmi énekek, készitette Nagy József. Sárospatak, 1814.
- 6. Eredeti munkáji és szabad fordításai erkölcsi és innepi tanításokban. Sárospatak, 1823.
- 7. Erkölcsi és ünnepi tanítások. Sárospatak, 1825.
- 8. Az igaz hazafi rövid halotti beszédben, mellyel néhai tekint., nemes, nemz. és vit. kazinczi Kazinczy István urnak több tek. ns. vármegyék táblabirájának… meghidegedett hamvai felett elmondott Berettőn, a mély gyásszal vont udvarban Karátson hava 20. 1827. Sárospatak, 1828. (Liszkay Sámuel gyászbeszédével együtt).
- 9. A koporsók és sírhalmak, a megholtok árnyékainak tisztelettel szentelve Nagy József és Kiss Áron prédikátorok által. Sárospatak, 1832.
- 10. Halotti szónoklatok; homiletikai mű, alkalmazási s bucsúztató rajzolatokkal. Sárospatak, 1847.